# Tony Warren
Tony Warren, eigentlich Anthony McVay Simpson (* 8. Juli 1936 in Eccles, Salford, Greater Manchester, England; † 1. März 2016) war ein britischer Drehbuchautor und Schriftsteller.

## Leben
Nach seiner Schulzeit absolvierte Warren in England eine Ausbildung zum Schauspieler. Warren ist als „Vater“ der britischen Fernsehserie Coronation Street bekannt, deren erster Drehbuchautor er von 1957 bis 1968 war. Warren, der bereits in den 1960er Jahren sein öffentliches Coming Out in England hatte, schrieb in den 1990er Jahren auch vier Romane.

## Werke (Auswahl)

### Drehbücher
- 1957–1968: Coronation Street (Fernsehserie)

### Romane
- 1991: The Lights of Manchester
- 1993: Foot of the Rainbow
- 1995: Behind Closed Doors
- 1998: Full Steam Ahead

## Preise und Auszeichnungen (Auswahl)
- 2000: Special Achievement Award im Bereich Seifenoper Soap bei den British Soap Awards
- 2005: National Television landmark award
- Lifetime Achievement award von der Royal Television Society
- Order of the British Empire